# Fire-and-forget
Fire-and-forget (česky „vystřel a zapomeň“) je typ navádění řízené střely, který po odpálení nevyžaduje další vnější zásah ze strany operátora či odpalovacího zařízení, jako je laserové či infračervené značkování cíle nebo navádění po drátě. Střela tak může zasáhnout svůj cíl, aniž by odpalovací zařízení udržovalo vizuální kontakt s cílem. To je důležitá vlastnost pro zvýšení vlastní ochrany, neboť osoba nebo vozidlo, které musí navádět střelu po celou dobu jejího letu (například pomocí laserového značkování), je zranitelné vůči útoku a nemůže provádět jiné úkoly.

## Způsob fungování

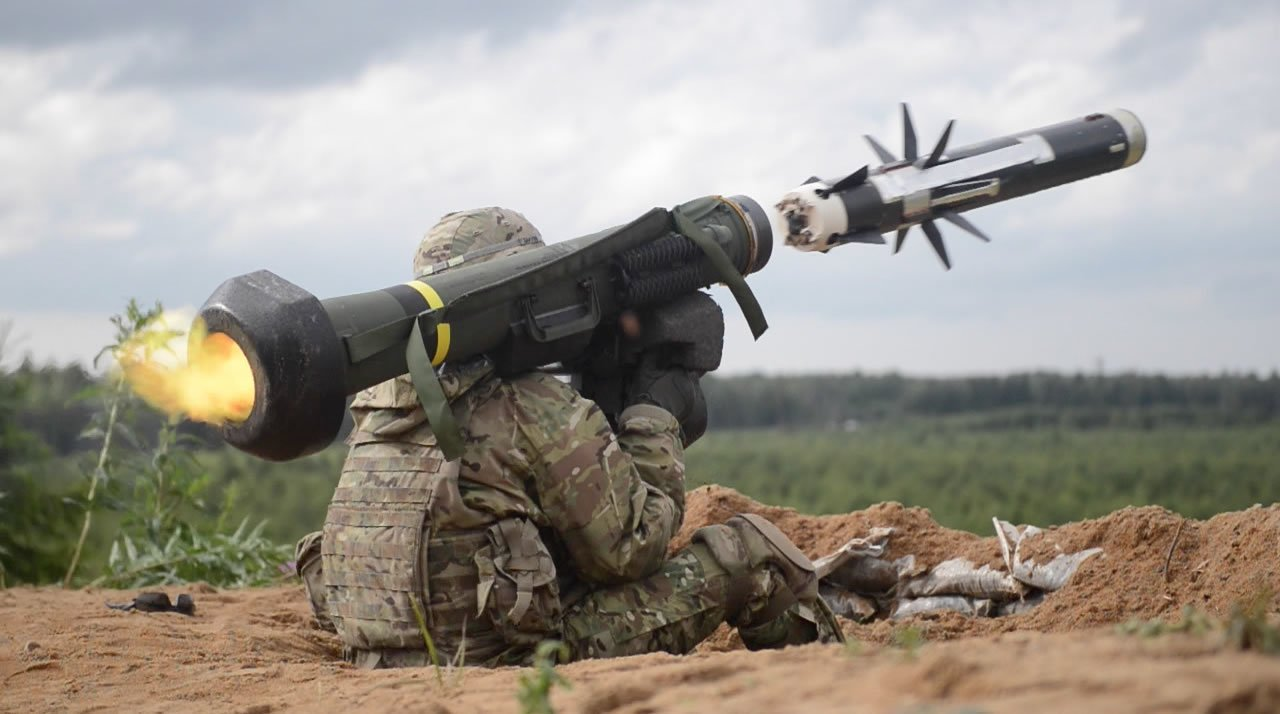
Americký voják odpaluje střelu Javelin na cvičení Saber Strike 2016 v Estonsku

Obecně platí, že informace o cíli jsou naprogramovány do rakety těsně před odpálením, byť v některých případech může být střela odpalována i „naslepo“ do přibližné oblasti cíle a ten si identifikuje až následně sama. Zadání informací do řízené střely před odpálením může zahrnovat souřadnice, radarová měření (včetně rychlosti) nebo infračervený snímek cíle. Po odpálení se střela sama navádí, typicky kombinací systémů jako jsou gyroskopy a akcelerometry, GPS, integrované aktivní radarové navádění či infračervené optiky. Někdy se využívá také optických systémů, kdy letící střela porovnává obraz z integrované kamery s tím uloženým v paměti před odpalem. Tento systém využívá například americká protitanková řízená střela Javelin. Některé systémy nabízejí možnost vybrat si mezi manuálním naváděním a režimem „vystřel a zapomeň“. Takto funguje např. francouzská Akeron MP.
Nevýhodou tohoto typu navádění je, že je teoreticky zranitelný vůči systémům aktivní ochrany typu „soft-kill“, tedy systémům, které se zaměřují právě na rušení palubních naváděcích jednotek, jako jsou např. různé laserové oslňovače. V praxi ale tuto potenciální zranitelnost převyšují výhody systému a jde proto o široce rozšířený způsob navádění. Moderní protitankové řízené střely navíc často využívají tzv. „top-attack“ režim, kdy po vypuštění vystoupají a na cíl útočí shora po ostré křivce, čímž značně omezují možnosti ochrany cíle prostřednictvím systémů „soft-kill“. 

## Příklady
Existuje nepřeberné množství řízených střel využívajících navádění „fire-forget“. Jde jak o protitankové řízené střely, tak letecké rakety vzduch–vzduch a vzduch–země, tak i rakety protiletadlových systémů země–vzduch. Jde např. o systémy:
- FGM-148 Javelin – americká protitanková řízená střela
- Brimstone – britská raketa vzduch–země
- Storm Shadow/SCALP EG – britsko–francouzská střela s plochou dráhou letu
- Akeron MP – francouzská multifunkční řízená střela
- AIM-120 AMRAAM – americká raketa vzduch–vzduch pro cíle mimo vizuální dohled
- AGM–88 HARM – americká řízená střela vzduch-země určená k ničení radiolokátorů
- Exocet – rodina francouzských těžkých protilodních střel
- Spike – rodina izraelských protitankových řízených střel
- Ch-29MP – jedna z modernějších variant sovětské střely vzduch–země Ch-29 využívá vlastní aktivní radarové navádění
- Ch-59MK/MK2 – některé z modernějších variant této sovětské/ruské střely s plochou dráhou letu lze označit za „fire-and-forget“